# هنری فاستر (دانشمند)
هنری فاستر (انگلیسی: Henry Foster; ۰ اوت ۱۷۹۶ – ۵ فوریهٔ ۱۸۳۱) گردشگر، و فیزیک‌دان اهل پادشاهی متحد بریتانیای کبیر و ایرلند بود.
وی همچنین برندهٔ جوایزی همچون همکار انجمن سلطنتی و مدال کاپلی شده‌است.